# مانويل باسوس
مانويل باسوس فرنانديز (بالبرتغالية: Manuel Passos Fernandes؛ 26 مارس 1922 في مشيكة – 10 يناير 1980) كان لاعب كرة قدم برتغاليًا لعب مدافع.

## وصلات خارجية
- مانويل باسوس على موقع قاعدة بيانات كرة القدم.إي يو (الإنجليزية)